# Fundación Stichting IKEA
La Fundación Stichting IKEA (KvK 41202422) es una fundación holandesa fundada en 1982 por Ingvar Kamprad, un multimillonario sueco y fundador de IKEA. La fundación recibe sus ingresos de la Fundación Stichting INGKA. Inicialmente centrada en la arquitectura y el diseño de interiores, su alcance se amplió en 2009 para incluir "mejorar las oportunidades de los niños.

## Donaciones
A diferencia de su financiador, la Fundación INGKA, la Fundación IKEA tiene el estado ANBI (algemeen nut beogende instelling, "Institución para el beneficio general") del Servicio de Impuestos Holandés. En 2017, la fundación recibió 159 millones de euros de la Fundación INGKA, de los que donó 144 millones. Los destinatarios de las donaciones incluyen a MSF, ACNUR, Save the Children y We Mean Business Coalition for climate change.
En diciembre de 2020, la Fundación IKEA invirtió 30 millones de dólares en Aceli África (préstamos a pymes agrícolas) junto con la Agencia Suiza para el Desarrollo y la Cooperación y la USAID.

## Críticas y reformas
En mayo de 2006, la revista The Economist estimó que la dotación de la fundación de la organización matriz valía 36.000 millones de dólares, lo que la convertía en la organización benéfica más rica del mundo en ese momento; sin embargo, también declaró que la fundación "es en este momento también una de las menos generosas. La configuración general de IKEA minimiza los impuestos y la divulgación, recompensa generosamente a la familia fundadora Kamprad y hace que IKEA sea inmune a una adquisición". Tras la publicación del artículo de The Economist, Ingvar Kamprad acudió a los tribunales de los Países Bajos para ampliar la dotación financiera de la fundación, según la cual se gastaría más dinero en los niños del mundo en desarrollo. Antes de esto, los estatutos de la fundación limitaban el propósito de la fundación a "la innovación en el campo del diseño arquitectónico y de interiores" y había cedido una cantidad relativamente pequeña de sus activos al Instituto de Tecnología de Lund.